# Chouzy-sur-Cisse
Chouzy-sur-Cisse era un comune francese di 1 935 abitanti situato nel dipartimento del Loir-et-Cher nella regione del Centro-Valle della Loira. Dal 1° gennaio 2017, è stato riunito con Coulanges e Seillac nel nuovo comune Valloire-sur-Cisse.

## Società

### Evoluzione demografica
Abitanti censiti